# Остін Махон
Остін Гарріс Магон (англ. Austin Harris Mahone; нар. 4 квітня 1996, Сан-Антоніо, США) — американський співак та автор пісень. Наразі має контракти з лейблами Young Money Entertainment, Cash Money Records та Republic Records.

## Раннє життя
Остін Магон народився 4 квітня 1996 року в Сан-Антоніо, штат Техас, США, в родині Мішель Лі (Дем'янович) та Чарльза Едгара Магона. Його батько помер, коли Остіну було півтора року, і тому його виховувала мати сама. Він навчався у школі Lady Bird Johnson High School.

## Кар'єра

### 2010–14:Extended PlayтаThe Secret

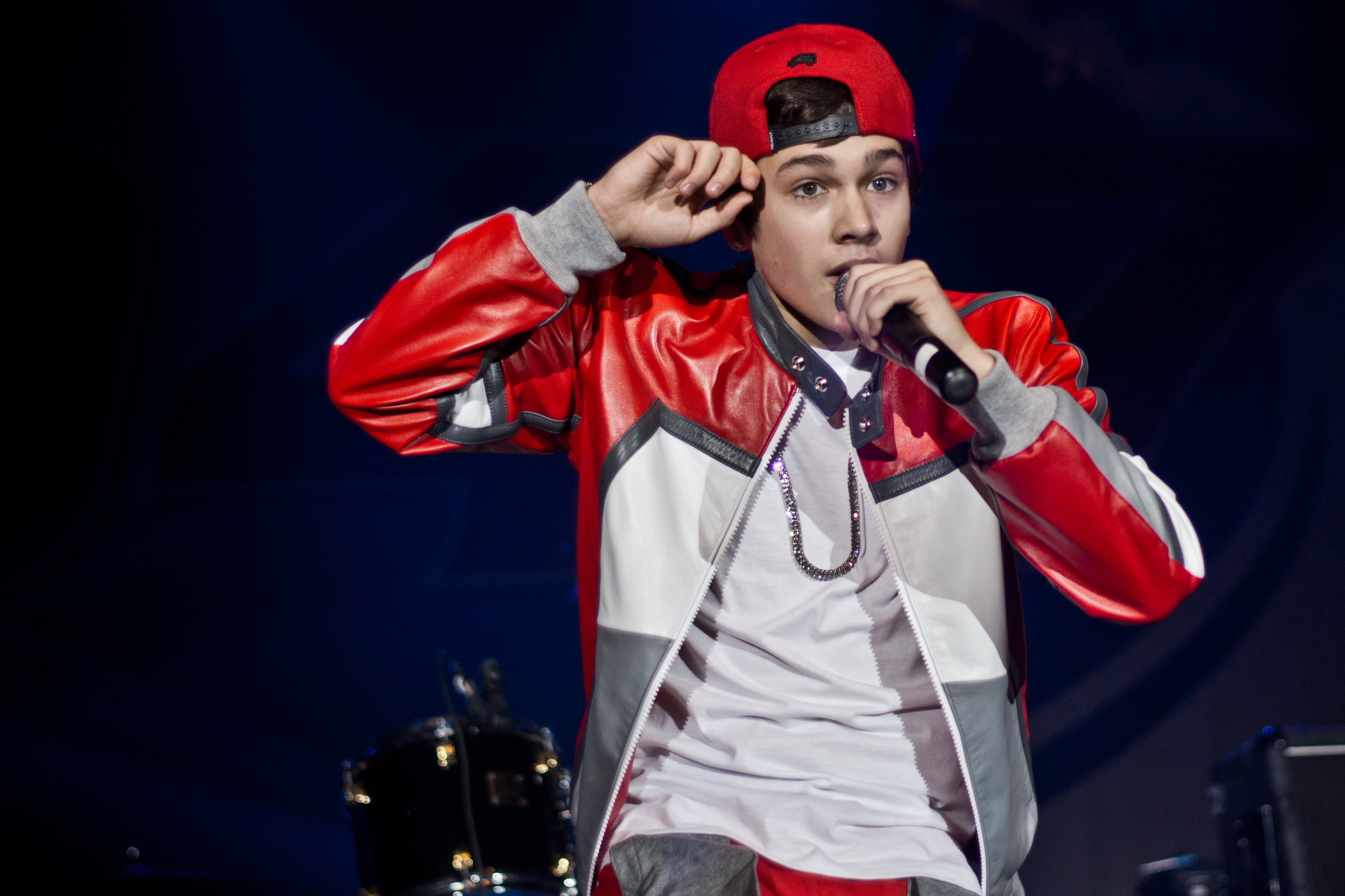
Магон виступає для K104.7's Not So Silent Night у 2012 році.

Магон почав свою кар'єру, публікуючи відео на YouTube в червні 2010 року. Він публікував кавери на відомі пісні, і до січня 2011 року він вже мав чимало підписників. У жовтні 2011 року Магон опублікував кавер на сингл Джастіна Бібера «Mistletoe». 14 лютого 2012 року Магон випустив свій перший сингл «11:11» в ITunes. 4 червня 2012 року він випустив свій дебютний міні-альбом Extended Play, але лише в Японії, куди увійшов його другий сингл «Say Somethin», який вийшов в усьому світі наступного дня. 28 серпня 2012 Магон оголосив, що він офіційно підписав контракт з лейблом Chase/Universal Republic Records. У листопаді 2012 року Магон підписав контракт та став новим «Teen Ambassador» для лінії одягу Trukfit Ліла Вейна.
Він знімався в рекламних роликах для McDonald's і мексиканських снеків Hot Nuts. 3 грудня 2012 Магон разом з репером Flo Rida випустив пісню під назвою «Say You're Just a Friend» для цифрового скачування. Пізніше він опублікував версію пісні на фортепіано і пояснюючи це так: «Я знав, що мої шанувальники люблять оригінальну версію пісні, але я бачив багато коментарів, де зазначають, що вони не могли почути мій справжній голос, тому я хотів переконати їх, що я справді можу співати цю пісню. Я гадаю, що було б чудово мати не лише оригінальні треки, але і фортепіано-версії».
У червні 2013 року Магон випустив сингл під назвою «What About Love». Музичне відео на цю пісню перемогло на MTV Video Music Award в номінації «Найкращий новий виконавець», і він був обраний для виступу на розігрівах концертного туру Тейлор Свіфт The Red Tour. У липні 2013 року Магон за участі Becky G записали кавер на пісню B.o.B «Magic» під назвою «Magik 2.0», яка стала саундтреком для анімаційного фільму Смурфики 2. У грудні 2013 року Магон став обличчям лінії ароматизованої газованої води орієнтовані на підлітків FlavorSplash бренду Aquafina. 17 жовтня 2013 року він розпочав свій перший концертний тур MTV Artist To Watch Tour. 13 листопада Магон випустив промо-сингл «Banga Banga». 27 січня 2014 року Магон спільно із Pitbull видали пісню «Mmm Yeah», яка стала провідним синглом другого міні-альбому Остіна The Secret. The Secret вийшов 27 травня 2014. 25 липня 2014 Магон розпочав свій другий концертний тур Austin Mahone: Live on Tour. Протягом 2014—2015 років, він продовжував самостійно випускати нову музику для своїх шанувальників. П'ять нових пісень «Say My Name», «Places», «Waiting For This Love», «Someone Like You» і «Torture» вийшли для вільного скачування через його офіційну сторінку в SoundCloud.

### 2015-сьогодення:This Is Not The AlbumіForMe+You
Магон знявся у музичному відео Becky G «Lovin 'So Hard», яке вийшло 6 травня 2015 року. 1 липня 2015 року Магон випустив провідний сингл «Dirty Work» зі свого майбутнього дебютного альбому. В інтерв'ю Billboard, він заявив, що альбом буде виданий до кінця 2015 року. 5 вересня 2015 року було анонсовано, що Остін разом з Т.І. і Піа Міа буде тричі, починаючи з 20 листопада, розпочинати концерти Джейсона Дерулона під час його концертного туру в Австралії. Протягом вересня-жовтня 2015 року Магон продовжував самостійно випускати нову музику, зокрема, треки «Do It Right», «On Your Way», «Not Far» і «Put It On Me» оприлюднені для вільного скачування на сторінці Остіна у Soundcloud. В інтерв'ю 13 листопада 2015 року для Teen Vogue Магон повідомив, що він випустить безкоштовний мікстейп до кінця року. 15 грудня 2015 року Магон оголосив, що його новий мікстейп буде називатися This Is Not the Album. Остін також показав обкладинку нового мікстрейпа і повідомив, що він буде виданий 17 грудня 2015 року. У травні 2016 року Магон став одним з облич кампанії American Icons американської мережі роздрібної торгівлі Macy's. Остін випустив два сингла в серпні 2016 року: «Send It» за участі Річа Гомі Куана і «Way Up». 7 грудня 2016 року через Facebook Live Магон анонсував свій другий мікстрейп, під назвою ForMe+You, який вийшов 30 грудня 2016 року.

## Дискографія
Міні-альбоми
- Extended Play (2013)
- The Secret (2014)

Мікстрейпи
- This Is Not the Album (2015)
- ForMe+You (2016)[38]

## Фільмографія
| Рік  | Назва          | Роль            | Примітки                                 |
| ---- | -------------- | --------------- | ---------------------------------------- |
| 2013 | Big Time Rush  | Себе            | «Big Time Dreams» (Сезон 4, епізод 12)   |
| 2014 | Міллери        | Адам (підліток) | «Багама мама» (Сезон 1, епізод 16)       |
| 2014 | Fashion Police | Себе            | «Весняна лихоманка» (Сезон 9, Епізод 16) |

| Рік     | Назва                  | Роль         | Примітки                 |
| ------- | ---------------------- | ------------ | ------------------------ |
| 2012–13 | Austin Mahone Takeover | Себе         | Документальний вебсеріал |
| 2013–14 | Mahomie Madness        | Себе / Суддя | Документальний вебсеріал |

## Концертні тури
| Хедлайнер - MTV Artist To Watch Tour (2013–14) - Live on Tour (2014) | На розігріві - The Red Tour] (2013) (Тейлор Свіфт) - Summer Tour (2013) (Бріджит Мендлер) - Jason Derulo Tour (2015) (Джейсон Деруло) |